# Holy Land Experience
Holy Land Experience, fue un parque temático ubicado en  Orlando, Florida. Este pequeño parque ofrecía una reconstrucción hipotética de Jerusalén durante la época de  Jesús.

## Historia
El parque tuvo sus orígenes en un proyecto de Marvin Rosenthal, un judío de origen ruso que se convirtió en pastor bautista, fundador de la organización misionera Mount Sion Hope, quien compró un terreno en  Orlando en 1989. El parque se inauguró en febrero de 2001.  En 2007, Trinity Broadcasting Network compró el parque Holy Land Experience.

## Atracciones bíblicas
La entrada al parque se hacía a través de una reproducción de la Puerta de Jaffa en Jerusalén.
A continuación venía el mercado, inspirado en los souk del Medio Oriente), una reconstrucción del  Segundo Templo, el  Gólgota y el Sepulcro de Cristo. Junto a ellos estaban un auditorio denominadoIglesia de todas las naciones, instalado en una reproducción de un anfiteatro romano, una réplica de las cuevas de Qumrân y un "Scriptorium" con animatrónicos.

## Controversias
En 2001, la Liga de Defensa Judía acusó al parque de hacer proselitismo judíos porque el propietario de Zion's Hope Park era una organización misionera. El fundador Marvin Rosenthal refutó categóricamente esta acusación. 
En 2001, el Condado de Orange denegó la solicitud de exención de impuestos del parque.  En 2005, un juez falló a favor del parque por su misión de difundir la palabra de Dios sin ánimo de lucro y que por tanto le permite beneficiarse de una exención fiscal.